# يوسف ميرزا الحمادي
يوسف ميرزا الحمادي (و. 1988  م) هو راكب دراجة هوائية إماراتي، ولد في خورفكان، شارك في ركوب الدراجات في الألعاب الأولمبية الصيفية 2016.

## سباقات أو مراحل فاز بها
| التاريخ        | السباق                                                                  | المركز                  |
| -------------- | ----------------------------------------------------------------------- | ----------------------- |
| 24 فبراير 2008 | Umm Al Quwain Race 2008                                                 | المركز الثاني           |
| 11 أبريل 2008  | 2008 United Arab Emirates National Road Cycling Championships - Men ITT | المركز الثالث           |
| 25 أبريل 2008  | 2008 United Arab Emirates National Road Cycling Championships - Men RR  | المركز الثالث           |
| 19 أبريل 2009  | 2009 United Arab Emirates National Road Cycling Championships - Men RR  | المركز الثاني           |
| 22 يناير 2010  | H. H. Vice-President's Cup 2010                                         | المركز الثالث           |
| 01 مايو 2010   | 2010 United Arab Emirates National Road Cycling Championships - Men RR  | الفائز في التصنيف العام |
| 12 مارس 2011   | 2011 United Arab Emirates National Road Cycling Championships - Men ITT | الفائز في التصنيف العام |
| 31 ديسمبر 2011 | Umm Al Quwain Race 2011                                                 | الفائز في التصنيف العام |
| 20 أبريل 2012  | 2012 United Arab Emirates National Road Cycling Championships - Men ITT | الفائز في التصنيف العام |
| 20 أبريل 2012  | 2012 United Arab Emirates National Road Cycling Championships - Men RR  | المركز الثاني           |
| 23 نوفمبر 2012 | طواف الشارقة 2012                                                       | الفائز في التصنيف العام |
| 25 أبريل 2013  | 2013 United Arab Emirates National Road Cycling Championships - Men ITT | المركز الثاني           |
| 03 مايو 2013   | 2013 United Arab Emirates National Road Cycling Championships - Men RR  | الفائز في التصنيف العام |
| 11 مايو 2013   | Challenge du Prince-Trophée de l'Anniversaire 2013                      | المركز الثالث           |
| 07 ديسمبر 2013 | طواف الزباره قطر 2013                                                   | الفائز في التصنيف العام |
| 09 مايو 2014   | 2014 United Arab Emirates National Road Cycling Championships - Men ITT | الفائز في التصنيف العام |
| 16 مايو 2014   | 2014 United Arab Emirates National Road Cycling Championships - Men RR  | الفائز في التصنيف العام |
| 01 ديسمبر 2014 | طواف الشارقة 2014                                                       | الفائز في التصنيف العام |
| 12 فبراير 2015 | 2015 Asian Road Cycling Championships Men RR                            | المركز الثاني           |
| 01 مايو 2015   | 2015 United Arab Emirates National Road Cycling Championships - Men ITT | المركز الثالث           |
| 02 مايو 2015   | 2015 United Arab Emirates National Road Cycling Championships - Men RR  | الفائز في التصنيف العام |
| 01 أبريل 2016  | 2016 United Arab Emirates National Road Cycling Championships - Men RR  | الفائز في التصنيف العام |
| 09 أبريل 2016  | 2016 United Arab Emirates National Road Cycling Championships - Men ITT | الفائز في التصنيف العام |
| 02 مارس 2017   | 2017 Asian Road Cycling Championships Men RR                            | المركز الثاني           |
| 01 أبريل 2017  | 2017 United Arab Emirates National Road Cycling Championships - Men ITT | الفائز في التصنيف العام |
| 09 أبريل 2017  | 2017 United Arab Emirates National Road Cycling Championships - Men RR  | الفائز في التصنيف العام |
| 12 فبراير 2018 | 2018 Asian Road Cycling Championships Men RR                            | الفائز في التصنيف العام |
| 24 مارس 2018   | 2018 United Arab Emirates National Road Cycling Championships - Men RR  | الفائز في التصنيف العام |
| 31 مارس 2018   | 2018 United Arab Emirates National Road Cycling Championships - Men ITT | الفائز في التصنيف العام |
| 23 فبراير 2019 | 2019 United Arab Emirates National Road Cycling Championships - Men ITT | الفائز في التصنيف العام |
| 01 مارس 2019   | 2019 United Arab Emirates National Road Cycling Championships - Men RR  | الفائز في التصنيف العام |
| 26 مارس 2019   | طواف مصر 2019                                                           | المركز الثاني           |
| 06 مارس 2021   | 2021 United Arab Emirates National Road Cycling Championships - Men RR  | الفائز في التصنيف العام |
| 26 مارس 2021   | 2021 United Arab Emirates National Road Cycling Championships - Men ITT | الفائز في التصنيف العام |
| 04 مارس 2022   | 2022 United Arab Emirates National Road Cycling Championships - Men ITT | الفائز في التصنيف العام |
| 12 مارس 2022   | 2022 United Arab Emirates National Road Cycling Championships - Men RR  | الفائز في التصنيف العام |

## روابط خارجية
- يوسف مرزا بني حماد على موقع الاتحاد الدولي للدراجات (الإنجليزية)
- يوسف مرزا بني حماد على موقع أرشيف الدراجات (الإنجليزية)
- يوسف مرزا بني حماد على موقع إحصائيات الدراجات الإحترافية (الإنجليزية)
- يوسف مرزا بني حماد على موقع نسبة الدراجات (الإنجليزية)
- يوسف مرزا بني حماد على موقع CycleBase (الإنجليزية)
- يوسف مرزا بني حماد على موقع أوليمبيديا (الإنجليزية)